# Климт (фильм)
«Климт» (англ. Klimt) — биографическая драма Рауля Руиса 2006 года, повествующая о жизни и творчестве известного художника начала XX века Густава Климта.

## Сюжет
Фильм рассказывает о страсти Густава Климта к Лиа де Кастро (прототип — Клео де Мерод). Повествование складывается как затейливая мозаика из бреда умирающего художника.

## Признание
Фильм получил приз Федерации киноклубов России как лучший фильм основной конкурсной программы XXVIII Московского международного кинофестиваля.